# Der Checker (Fernsehsendung)
Der Checker ist eine Fernsehsendung, die bis 2009 von der MotorVision Film- und Fernsehproduktion GmbH im Auftrag des Fernsehsenders DMAX produziert wurde und seit Start dauerhaft zu den erfolgreichsten Programmen des Senders zählte. Am 1. September 2006 strahlte DMAX den Piloten als Der Checker – Viel Auto, wenig Geld aus. Die Titelfigur war bis einschließlich Staffel 8 (2010) Alexander Wesselsky. 2011 lief die neunte Staffel im neuen Format, nachdem sich der Sender mit Wesselsky überworfen hatte: Er wurde durch drei neue „Checker“ ersetzt, die mit dem namensgleichen amerikanischen Taximodell Checker Cab unterwegs sind. Von dem ursprünglichen Moderatoren-Duo blieb Lina van de Mars, die ab 2011 das „Checker-Team“ leitet. DMAX zeigte ab dem 5. März 2012 acht neue Folgen. Seit dem 17. September 2014 werden die Folgen mit dem „Original-Checker“ Alexander Wesselsky von dem frei empfangbaren Schweizer Fernsehsender 5+ zur Hauptsendezeit ausgestrahlt.

## Rahmenhandlung
Im Auftrag eines Kunden „checkt“ er jeweils verschiedene Gebrauchtwagen (meist drei Stück) und wählt einen aus, der anschließend rundum gewartet und dann übergeben wird. Unterstützt wird er hierbei von Lina van de Mars, die als Mechanikerin das jeweilige Auto überprüft und gegebenenfalls repariert. Das ursprüngliche Sendungskonzept wurde von Marko Kirchner (Ideengeber, Autor) und Ralf Schütze (Producer) im Sommer 2005 entwickelt sowie im gleichen Jahr   als Pilotfilm produziert. Der erwartete Produktionsauftrag kam jedoch vorerst nicht zustande, woraufhin die beiden Formatentwickler ihr Sendungskonzept überarbeiteten und im Frühjahr 2006 dem Fernsehsender DMAX vorstellten. Der Sender knüpfte die mögliche Auftragsvergabe vor allem an eine außergewöhnliche Besetzung der Rolle des Checkers. Mit dem Casting von Alexander Wesselsky war dies der Produktionsfirma gelungen.

## Episodenliste
1. Die Motorbike-Mama (1.1)
2. Das Tauchmobil (1.2)
3. Der Safaribus (1.3)
4. Katis Jagdglück (1.4)
5. Rhythm and Bus (1.5)
6. Holzis Punkmobil (1.6)
7. Die Baseballkutsche (1.7)
8. Das Computer-Coupé (1.8)
9. Happy Halloween (1.9)
10. Der Dragster-König (1.10)
11. Boom Boom Boris (1.11)
12. Die Obstschüssel (1.12)
13. Powercar für Powergirl (1.13)
14. Das Schlachtschiff aus Amerika (1.14)
15. Ein Shuttle nach Tirol (1.15)
16. Der Boarder-Bolide (1.16)
17. Special (1.17)
18. Die Rocker-Rakete (2.1)
19. Die Überraschungs-Kiste (2.2)
20. Die Modelsänfte (2.3)
21. Das Tattoo-Mobil (2.4)
22. Das Porsche-Paar (2.5)
23. Der Bike-Bus (2.6)
24. Der Steinzeit-Schlitten (2.7)
25. Die Stuntman-Schleuder (2.8)
26. Fionas Flitzer (2.9)
27. Spezial – Best of Staffel 2 (2.10)
28. Das Alfa-Tier (3.1)
29. Alter Schwede (3.2)
30. Rekordverdächtig (3.3)
31. Erfolgswagen (3.4)
32. Die PS-Kutsche (3.5)
33. Billig will ich! (3.6)
34. Das Power-Coupé (4.1)
35. Der Großstadt-Offroader (4.2)
36. Der Speed-Junkie (4.3)
37. Tattoos on Tour (4.4)
38. Der V8-Oldie (4.5)
39. Die Knutschkugel (4.6)
40. Die Allrad-Überraschung (4.7)
41. Das Kultzwergerl (4.8)
42. Der Motocross-Transporter (4.9)
43. Die Kombi-Nation (4.10)
44. Die große Freiheit (4.11)
45. Der Renn-Roadster (4.12)
46. Jeep, Jeep, Hurra! (4.13)
47. Das Pick-Up-Monster (4.14)
48. Berlin, Berlin! Das Oldie-Spezial (4.15)
49. Das fünfte Rad am Wagen (5.1)
50. Die Wilde 70er (5.2)
51. Das Cop-Cabrio (5.3)
52. Der fliegende Japaner (5.4)
53. Der Wolf im Blechpelz (5.5)
54. Die Opel-Gang (5.6)
55. Rarität zum Schnäppchenpreis (5.7)
56. Feuervogel und Stachelrochen (5.8)
57. Feuerwehr, Mann! (5.9)
58. Der Van-Sinn (5.10)
59. 1000 Euro – 1200 Watt (6.1)
60. Das Traumschiff (6.2)
61. Die alte Amazone (6.3)
62. Der Blitzer-Flitzer (6.4)
63. Der Zauberwürfel (6.5)
64. Bloß kein Kombi! (6.6)
65. Zwei Türen zum Glück (6.7)
66. Der Familienpanzer (6.8)
67. Retro auf Rezept (7.1)
68. Nach oben offen (7.2)
69. Das Stylo-Coupé (7.3)
70. Der Road-Star (7.4)
71. Das Metal-Mobil (7.5)
72. Das Abi-Auto (7.6)
73. Der Power-Protz (7.7)
74. Der amerikanische Traum (7.8)
75. Wuchten und Brummen (7.9)
76. Schnell und böse (7.10)
77. Das Style-Teil (8.1)
78. Der Fahrzwerg (8.2)
79. Haben will! (8.3)
80. Der Breakdance-Brecher (8.4)
81. Die rollende Legende (8.5)
82. Der Camouflage-Kombi (8.6)
83. Der Tuning-Traum (9.1)
84. Der kapriziöse Ami-Schlitten (9.2)
85. Im Reich der Mittelklasse (9.3)
86. Der Honeymoon-Bus (9.4)
87. Der Traum von Raum (9.5)
88. Bulle oben ohne (9.6)
89. Kurz und gut (9.7)
90. Der Rammbock (9.8)
91. Pfeffer unter der Haube (10.1)
92. Alle Mann an Board (10.2)
93. Getunt und gut (10.3)
94. Guter Fang! (10.4)
95. Ein Evergreen (10.5)
96. Kompromisslos (10.6)
97. Van von der Mars (10.7)
98. Je oller, je doller! (10.8)